# Rapide Lebel
Rapide Lebel est un trotteur français né le 20 mai 2005, propriété d'Alexandre Prévost, entraîné par Sébastien Guarato et drivé par Éric Raffin.

## Carrière
Entraîné au début de sa carrière par Jean-Pierre Mégissier, Rapide Lebel écume les hippodromes de province à 3 ans, sans se faire remarquer. À 4 ans, il change de casaque alors qu'il montre de sérieux progrès, passant sous celle d'Alexandre Prévost, et se voit confier aux soins de l'entraîneur Sébastien Guarato, tandis que le driver Éric Raffin devient son partenaire en course. Au début de son année de 5 ans, il monte de catégorie avec succès, s'affirmant parmi les bons chevaux de Vincennes. Mais sa condition de hongre lui interdisant l'accès au programme classique, il est dirigé vers une carrière internationale après avoir remporté plusieurs courses de groupe ouvertes aux hongres à Paris, dont le Prix d'Été, la Clôture du Grand National du Trot et le Prix de l'Union européenne. En 2011, il remporte plusieurs courses de groupe 1 en Europe, termine deuxième de l'Elitloppet, et s'adjuge le Grand Circuit Européen, preuve de sa régularité au plus haut niveau. Il tente également sa chance de l'autre côté de l'Atlantique dans la Breeders' Crown, où il termine deuxième face à l'élite des trotteurs d'âge américains. Un peu moins dominateur en 2012, malgré une victoire dans le Prix de Washington où il s'approprie le record de France en 1'09"4, il s'essaie avec bonheur au trot monté puisqu'il s'impose dans le Prix Reynolds pour ses débuts, dans la réduction kilométrique exceptionnelle de 1'10"8, ce qui fait de lui pour un temps le codétenteur du record général du trot monté (avec Malakite). Mais une grave blessure lui vaut d'être absent durant toute l'année 2013, et son retour en 2014 s'avérant infructueux, il est retiré de la compétition. 

### Palmarès
France
- Clôture du Grand National du trot (Gr.2, 2010)
- Prix d'Été (Gr.2, 2011)
- Prix de l'Union européenne (Gr.2, 2011, 2012)
- Prix de Washington (Gr.2, 2012)
- Prix Reynolds (Gr.2, monté, 2012)
- Prix du Luxembourg (Gr.3, 2011)
- Prix de la Marne (Gr.3, 2011)
- Prix du Bois de Vincennes (Gr.3, 2011)
- 3e Prix Paul Buquet (Gr.2, monté, 2012)

 Finlande
- Kymi Grand Prix (Gr.1, 2011)
- Prix Saint-Michel (Gr.1, 2011)

 Suède
- Åby Stora Pris (Gr.1, 2011)
- 2e Elitloppet (Gr.1, 2011)
- 5e Elitloppet (Gr.1, 2012)

 Belgique
- Grand Prix de Wallonie (Gr.1, 2011)
- 2e Grand Prix de Wallonie (Gr.1, 2012)

 États-Unis
- 2e Breeders' Crown (2011)

 Norvège
- 5e Grand Prix d'Oslo (Gr.1, 2011)

 Europe
- Grand Circuit Européen (2011)

## Origines
| Origines de Rapide Lebel, mâle, bai. | Origines de Rapide Lebel, mâle, bai. | Origines de Rapide Lebel, mâle, bai. | Origines de Rapide Lebel, mâle, bai. |
| ------------------------------------ | ------------------------------------ | ------------------------------------ | ------------------------------------ |
| Père Ginger Somolli                  | Passionnant                          | Florestan                            | Star's Pride (USA)                   |
| Père Ginger Somolli                  | Passionnant                          | Florestan                            | Roquépine                            |
| Père Ginger Somolli                  | Passionnant                          | Vésubie III                          | Hermès D                             |
| Père Ginger Somolli                  | Passionnant                          | Vésubie III                          | Jacinthe IV                          |
| Père Ginger Somolli                  | Valacirca                            | Mickey Vicking (USA)                 | Bonefish (USA)                       |
| Père Ginger Somolli                  | Valacirca                            | Mickey Vicking (USA)                 | Misty Sister                         |
| Père Ginger Somolli                  | Valacirca                            | Ophelia                              | Valmont                              |
| Père Ginger Somolli                  | Valacirca                            | Ophelia                              | Etche                                |
| Mère Koranie des Noés                | Dream With Me                        | Tarass Boulba                        | Speedy Somolli (USA)                 |
| Mère Koranie des Noés                | Dream With Me                        | Tarass Boulba                        | Idie                                 |
| Mère Koranie des Noés                | Dream With Me                        | Rangone                              | High Echelon                         |
| Mère Koranie des Noés                | Dream With Me                        | Rangone                              | Dourga II                            |
| Mère Koranie des Noés                | Ananie des Noés                      | Quarisso                             | Fakir du Vivier                      |
| Mère Koranie des Noés                | Ananie des Noés                      | Quarisso                             | Farissa                              |
| Mère Koranie des Noés                | Ananie des Noés                      | Ophélie des Noés                     | Fugit                                |
| Mère Koranie des Noés                | Ananie des Noés                      | Ophélie des Noés                     | Dladys du Hard                       |